# Josef Volman

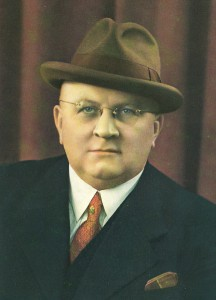
Josef Volman

Josef Volman (* 14. November 1883 in Žebrák; † 16. April 1943 in Čelákovice) war ein  tschechischer Unternehmer.

## Biographie
Volmans Vater besaß eine kleine Metallwerkstatt, und hier erlernte er das Handwerk des Werkzeugbaus. Zu Beginn des Jahrhunderts verließ Volman sein Land, um in den USA Chemie zu studierten. Als Mitinhaber einer kleinen Fabrik sammelte er in Amerika erste unternehmerische Erfahrungen. Im Jahr 1910 kehrte er in seine Heimat zurück und kaufte in Čelákovice ein Grundstück, auf dem er eine Werkstatt mit einem Bürogebäude errichtete.
Das Unternehmen entwickelte sich rasch und bot bereits im Jahr 1912 Beschäftigung für 30 Mitarbeiter und 6 Auszubildende sowie eine Verwaltungskraft. Zuerst wurden einfache Werkzeuge und Anlage-Komponenten gefertigt. Schon bald erfolgte die Umstellung auf die Herstellung von Bohrmaschinen, Handpressen, Scheren und ähnlichen Produkten. Die Produktpalette wurde während der folgenden Jahre um komplexere, moderne Maschinen erweitert.
Während des Ersten Weltkrieges stellte das Unternehmen die Produktion nach und nach ein, da Josef Volman und die meisten Arbeiter in den Krieg zogen. Im Jahr 1919 wurde die Fertigung wieder aufgenommen und bereits 1936 waren fast 1000 Facharbeiter beschäftigt. Der Erfolg führte dazu, dass 1940 im Unternehmen bis zu 2500 Mitarbeiter und bis zu 260 Auszubildende in Arbeit standen.

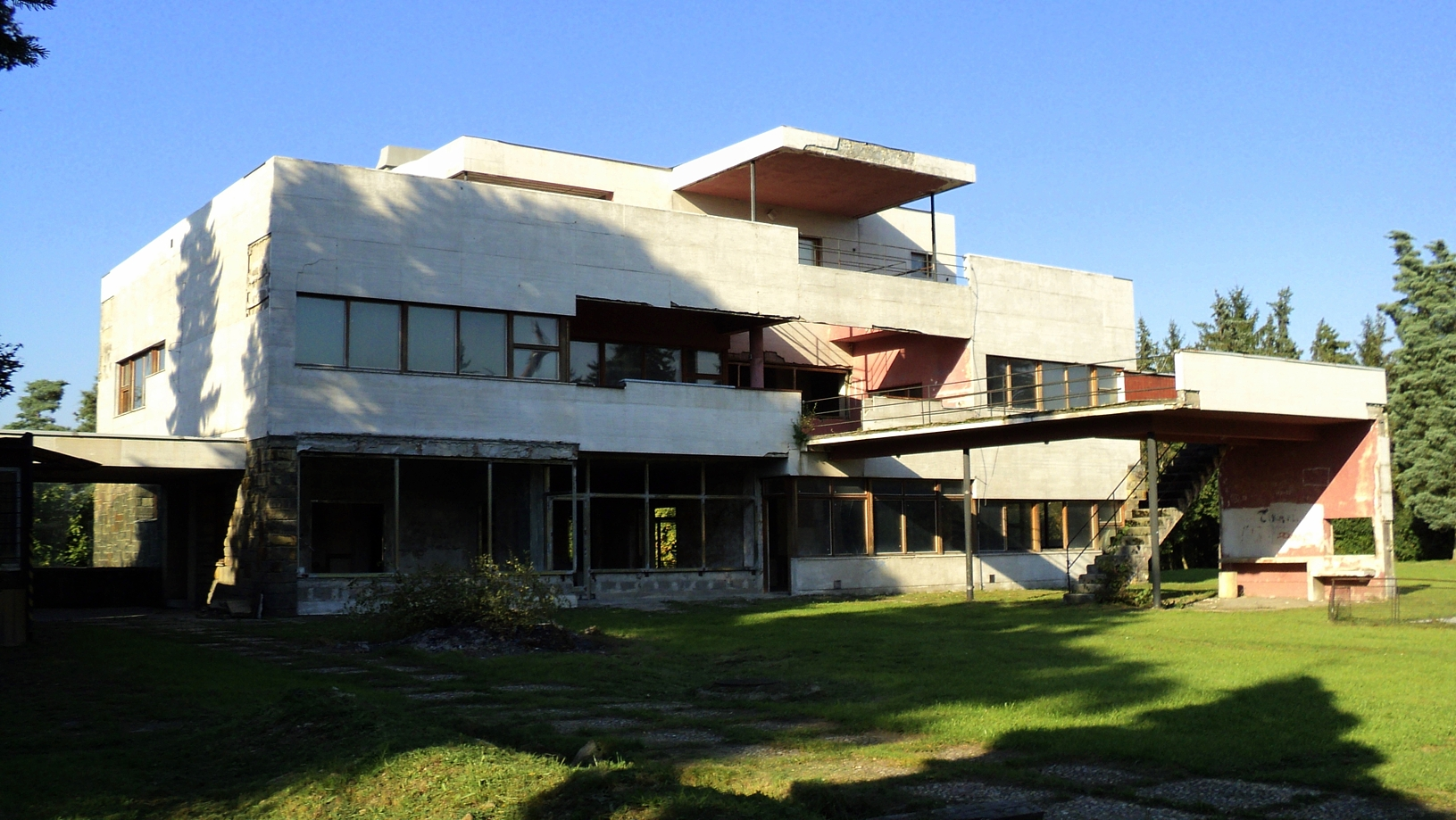
Villa Volman

Als das Firmengebäude (1938–1939) erweitert wurde, entstand die funktionalistische Villa Volman (tschechisch: Volmanova vila). Diese wurde von den Architekten Karel Janů und Jiří Štursa erbaut. In Tschechien gilt sie als die größte Villa des späten Funktionalismus. Unter der folgenden deutschen Besatzung litt die Firma Josef Volman sowohl finanziell als auch materiell. Angehörige des Widerstands jedoch halfen einen Teil der Bibliothek und des Archivs von Tomáš Garrigue Masaryk in der Firma zu verstecken.
Volman war ein echter "Patron" der Stadt und seiner Mitarbeiter. Lokale Organisationen und karitative und kulturelle Einrichtungen wurden von ihm großzügig unterstützt; dazu gehörte auch der Bau von Wohnungen. Nach Verstaatlichung der Firma J. Volman wurde diese als Werkzeugmaschinen-Fabrik unter dem Namen TOS n.p. fortgeführt. Nach der erneuten Privatisierung nach 1989 entstand die heutige emco Gruppe Österreich (Fräsmaschinenhersteller)